# Satèl·lits de Júpiter

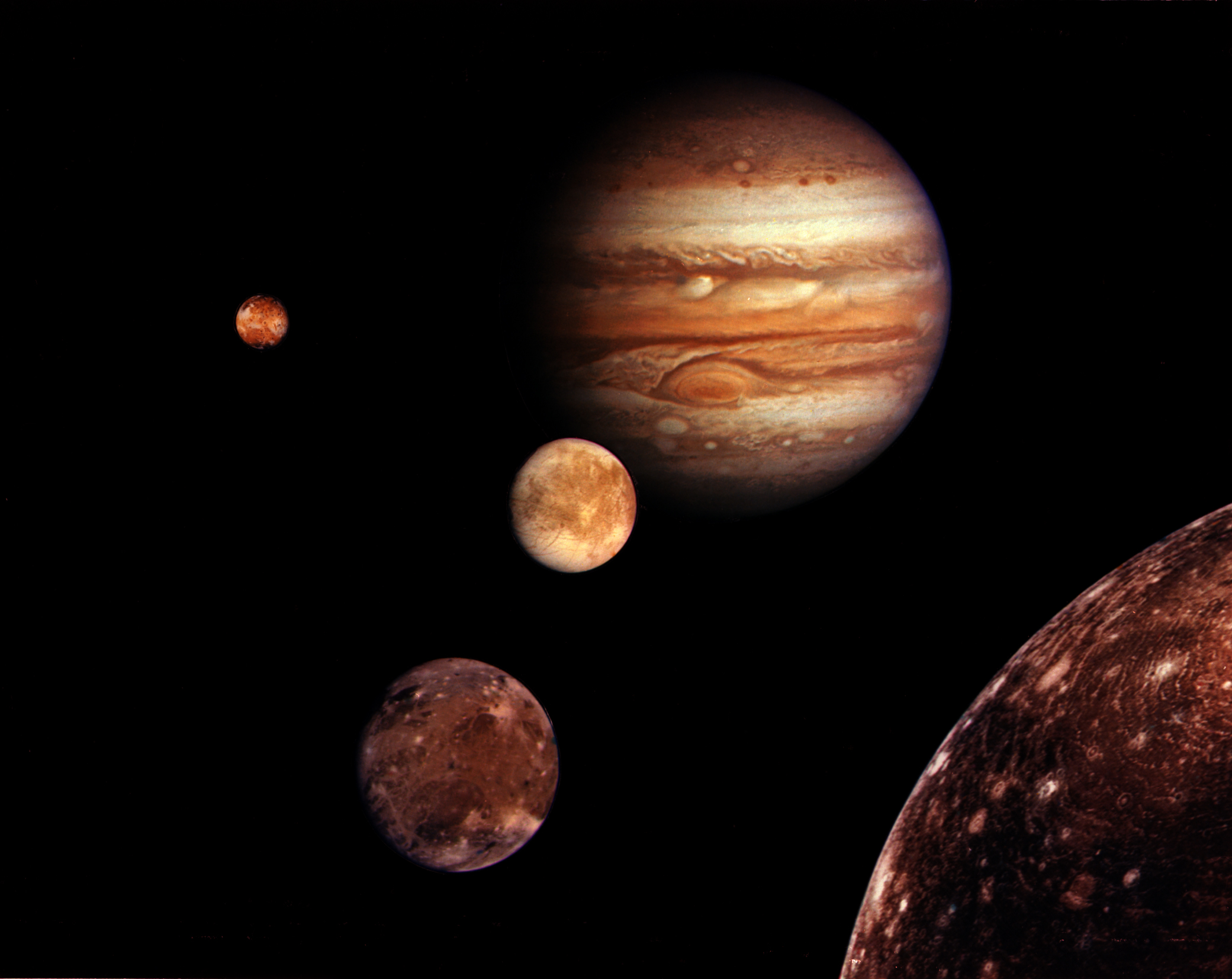
Muntatge de Júpiter i els seus quatre satèl·lits més grossos (ni les distàncies ni les mides estan a escala).

A octubre del 2024 es coneixien 95 satèl·lits de Júpiter. Això converteix aquest planeta en el del sistema solar amb més llunes d'òrbites raonablement estables. Els més massius dels satèl·lits són els satèl·lits galileans (Ganimedes, Cal·listo, Io i Europa), que foren descoberts de manera independent el 1610 per Galileo Galilei i Simon Marius i foren els primers objectes trobats que orbitaven un cos que no era ni la Terra ni el Sol. A finals del segle xix, ja s'havien descobert dotzenes de llunes jovianes molt més petites, que foren anomenades amb noms d'amants o filles del déu romà Júpiter o del seu equivalent grec Zeus. Els satèl·lits galileans són, de lluny, els objectes més grossos i massius que orbiten al voltant de Júpiter: les 75 llunes conegudes restants juntament amb els anells són tot just el 0,003% del total de la massa orbitant.

Òrbita i el moviment dels satèl·lits galileans al voltant de Júpiter, capturat per la JunoCam de la nau espacial Juno.

Dels satèl·lits de Júpiter, vuit són satèl·lits regulars amb òrbites prògrades i gairebé circulars que no estan gaire inclinades respecte el pla equatorial jovià. Quatre d'aquests vuit són els satèl·lits galileans, que són gairebé esfèrics a causa de la seva massa planetària, i serien considerats com a mínim planetes nans si estiguessin en òrbita directa al voltant del Sol. Els altres quatre (Metis, Adrastea, Amaltea i Tebe) són molt més petits i propers a Júpiter, i són font de la pols que constitueix els seus anells. La resta de llunes són satèl·lits irregulars, les òrbites prògrades i retrògrades dels quals estan molt més allunyades del planeta i tenen elevades inclinacions i excentricitats; aquestes llunes foren probablement capturades per Júpiter de l'òrbita solar. Vint-i-dos dels satèl·lits irregulars encara no han estat anomenats oficialment.

## Característiques
Les característiques físiques i orbitals dels satèl·lits són molt variades. Els quatre galileans són tots de més de 3.100 km de diàmetre; el més gran, Ganimedes, és el novè objecte més gros del sistema solar després del Sol i de set dels planetes (és més gran que Mercuri). Totes les altres llunes jovianes fan menys de 250 km de diàmetre, i la majoria no excedeixen els 5 km. Les seves formes orbitals van des de les gairebé perfectament circulars fins a les altament excèntriques i inclinades, i moltes de les llunes orbiten en direcció oposada a la rotació de Júpiter (moviment retrògrad). Els períodes orbitals van des de les 7 hores (menys del que tarda Júpiter a rotar sobre el seu eix) fins a unes 3.000 vegades més (gairebé tres anys terrestres).

## Origen i evolució

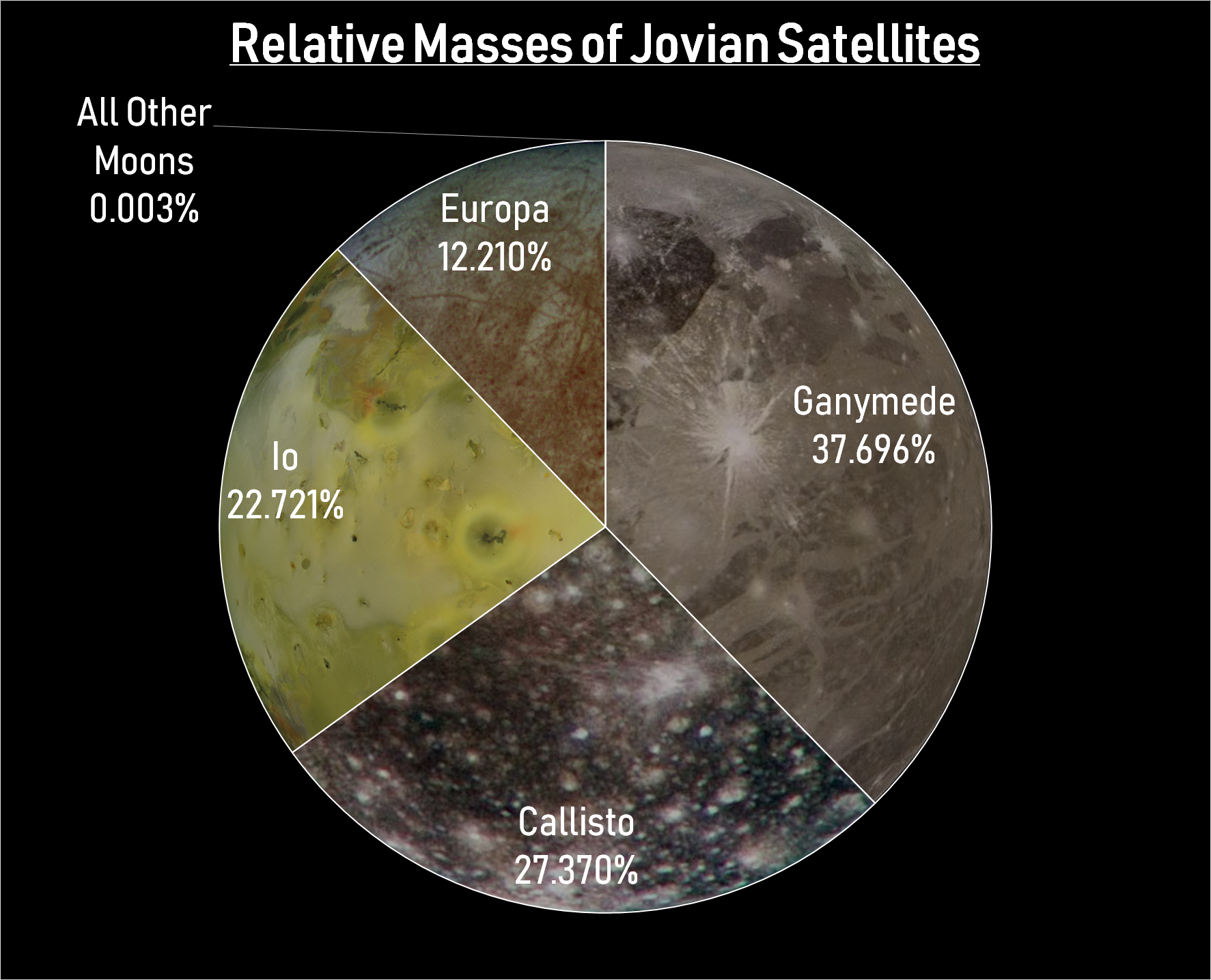
Masses relatives de les llunes jovianes. Les més petites que Europa no són visibles a aquesta escala, i combinades només ho serien magnificant la imatge 100 vegades.

Es creu que els satèl·lits regulars de Júpiter haurien format un disc circumplanetari, un disc de gas i restes sòlides anàleg a un disc protoplanetari. Podrien ser les reminiscències d'un cert nombre de satèl·lits de massa similar als galileans formats a les primeries de la història de Júpiter.
Les simulacions suggereixen que, mentre que el disc tenia una massa relativament gran en un moment donat, al llarg del temps una fracció substancial (diverses desenes parts d'un punt percentual) de la massa de Júpiter capturada de la nebulosa solar hi passava a través. Tanmateix, només cal un 2% de la massa del protodisc de Júpiter per explicar els satèl·lits existents. Per tant, pot ser que hi haguessin diverses generacions de satèl·lits de massa galileana a la història primerenca del planeta. Cada generació de llunes podria haver espiralat cap a Júpiter, a causa de l'arrossegament del disc, amb la formació de noves llunes a partir de les noves restes capturades de la nebulosa solar. Al moment que la present (possiblement cinquena) generació es formà, el disc s'havia aprimat tant que ja no interferia gaire amb les òrbites lunars. Les llunes galileanes actuals encara resultaren afectades, caient i restant parcialment protegides per una ressonància orbital les unes amb les altres, la qual encara existeix per Io, Europa i Ganimedes. La major massa de Ganimedes significa que podrien haver migrat cap a l'interior a una taxa superior que Europa o Io.
Les llunes irregulars exteriors es creu que tenen l'origen en asteroides capturats, mentre que el disc protolunar era encara prou massiu com per absorbir la majoria de la seva quantitat de moviment i, per tant, capturar-los en òrbita. Es creu que molts d'ells es podrien haver desintegrat durant la captura, o posteriorment en col·lisions amb altres cossos menors, produint les llunes que es veuen actualment.

## Descobriment dels satèl·lits

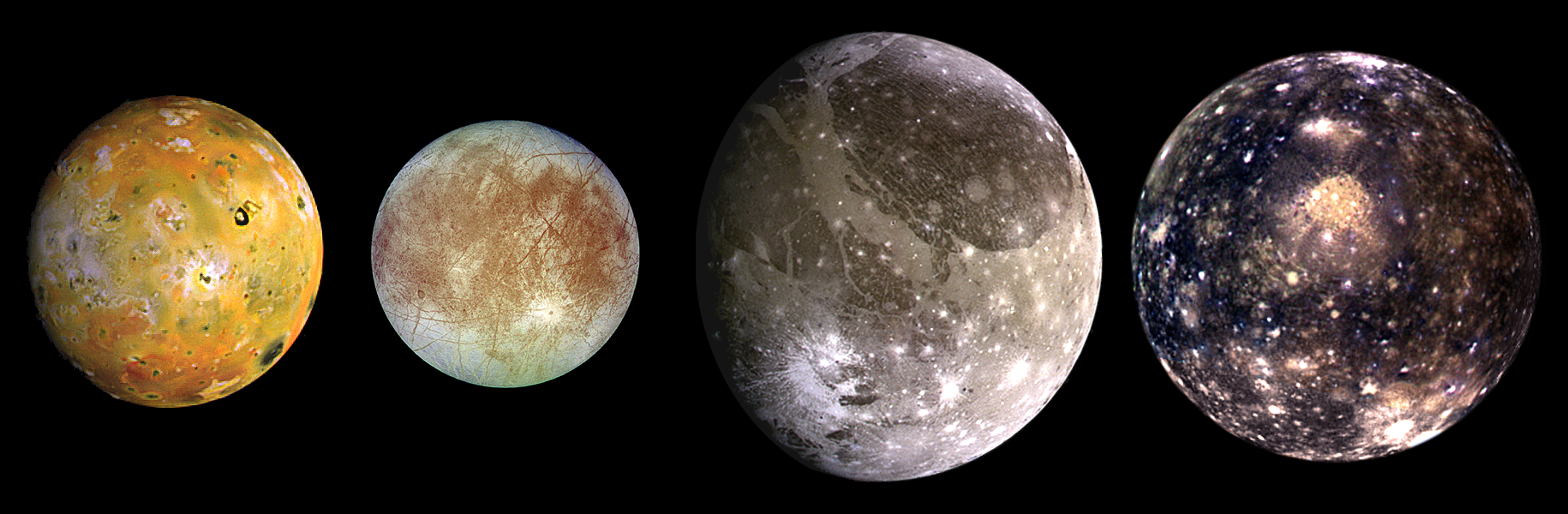
Les llunes galileanes. D'esquerra a dreta, en ordre de distància de menor a major de Júpiter: Io, Europa, Ganimedes i Cal·listo.

La suposada primera observació d'un satèl·lit de Júpiter és la de l'astrònom xinès Gan De al voltant de l'any 364 aC. Tanmateix, les primeres observacions conegudes amb certesa de les llunes del planeta foren les de Galileo Galilei (Galileu) el 1609. El gener de 1610, Galileu ja havia observat les quatre llunes galileanes amb el seu telescopi de 30 augments; publicà els seus resultats el març del mateix any. Simon Marius descobrí de manera independent els satèl·lits un dia després que Galileu, encara que no publicà el seu llibre sobre el tema fins al 1614. Tot i això, els noms que Marius assignà es fan servir avui en dia: Io, Europa, Ganimedes i Cal·listo. No es descobriren més satèl·lits fins que E. E. Barnard observà Amaltea el 1892.

Les llunes galileanes i les seves òrbites al voltant de Júpiter

Amb l'ajuda de la fotografia telescòpica, les descobertes se succeïren ràpidament durant el curs del segle xx. Himalia fou descobert el 1904, Elara el 1905, Pasífae el 1908, Sinope el 1914, Lisitea i Carme el 1938, Anance el 1951 i Leda el 1974.

Nombre de llunes conegudes para cadascun dels quatre planetes exteriors a juliol de 2018. Júpiter té actualment 79 satèl·lits coneguts.

En el moment que les naus Voyager arribaren a Júpiter, al voltant del 1979, ja s'havien descobert 13 satèl·lits, entre els quals no hi havia pas Temisto, que fou observat el 1975, però restà perdut fins a l'any 2000 a causa de dades insuficients inicials respecte l'observació. La nau del programa Voyager descobrí tres llunes interiors més el 1979: Metis, Adrastea i Tebe.
Cap satèl·lit més fou descobert durant les dues següents dècades (els anys 80 i 90), però entre l'octubre de 1999 i el febrer de 2003, els investigadors detectaren 34 llunes més utilitzant detectors terrestres sensibles. Es tracta de satèl·lits petits, d'òrbita llarga, excèntrica, generalment retrògrada, i d'una mitjana de 3 km de diàmetre (la més llarga de 9 km). Es creu que tots aquests satèl·lits podrien ser asteroides o cometes capturats, possiblement fragmentats en diverses peces.
A 2018 ja s'havien descobert 27 satèl·lits més. La majoria foren descoberts per l'equip liderat per Scott S. Sheppard a la Carnegie Institution for Science, Entre aquests hi ha S/2016 J 2, que té una òrbita prògrada però es creua en el camí de diversos satèl·lits d'òrbita retrògrada, cosa que permetria una possible col·lisió, probablement en una escala de temps de milers de milions d'anys.
Possiblement existeixen satèl·lits menors que romanen sense descobrir, ja que són molt difícils de detectar pels astrònoms.

## Nomenclatura
Les llunes galileanes (Io, Europa, Ganimedes i Cal·listo) foren anomenades per Simon Marius poc després del seu descobriment el 1610. Tanmateix, aquests noms no foren utilitzats fins al segle xx; la literatura astronòmica es referia simplement a Júpiter I, Júpiter II, etc. o bé a el primer satèl·lit de Júpiter, el segon satèl·lit de Júpiter, etc. Els noms de Io, Europa, Ganimedes i Cal·listo esdeveningueren populars al segle xx, mentre que la resta de llunes romangueren sense nom i normalment es numeraven amb numerals romans, del V (5) al XII (12). Júpiter V fou descobert el 1892 i fou batejat com a Amaltea segons una convenció popular encara que no oficial, un nom utilitzat per primera vegada per l'astrònom francès Camille Flammarion.
Els altres satèl·lits eren simplement etiquetats pel seu numeral romà (p. ex. Júpiter IX) en la major part de la literatura astronòmica fins a la dècada dels 70. El 1975, el Grup de treball per la Nomenclatura del Sistema solar exterior de la Unió Astronòmica Internacional batejà els satèl·lits del V al XIII, i establí un procés de nomenclatura formal pels satèl·lits futurs que encara havien de ser descoberts. La pràctica consistia en anomenar els nous satèl·lits de Júpiter en honor d'amants i preferits del déu Júpiter (Zeus) i, des del 2004, també en honor dels seus descendents. Tots els satèl·lits de Júpiter des del XXXIV (Eupòria) fins al LIII (Dia) tenen el nom de descendents de Júpiter o Zeus. Els noms que en anglès acaben en a o o s'utilitzen per a satèl·lits irregulars prògrads (els segons, pels que tenen una inclinació elevada), i els noms que acaben en e per a irregulars retrògrads (això aplica també gairebé sempre en català). Alguns dls satèl·lits confirmats més recents encara no han estat batejats.
Alguns asteroides comparteixen els mateixos noms amb satèl·lits de Júpiter: (9) Metis, (38) Leda, (52) Europa, (85) Io, (113) Amaltea i (239) Adrastea. Dos asteroides tenien noms idèntics (en anglès) que llunes jovianes fins que les diferències en el lletrejat foren establertes per la UAI: Ganimedes (en anglès Ganymede) i l'asterioide (1036) Ganymed, i Cal·listo (en anglès Callisto) i l'asteroide (204) Kallisto.

## Grups

Les òrbites dels satèl·lits irregulars de Júpiter, i com s'agrupen: per semieix major (l'eix horitzontal en Gm); per inclinació orbital (l'eix vertical); i per excentricitat orbital (les línies grogues). Les mides relatives s'indiquen pels cercles.

### Satèl·lits regulars
Aquests tenen òrbites prògrades i gairebé circulars de poca inclinació, i es divideixen en dos grups:
- Satèl·lits interiors o grup d'Amaltea: Metis, Adrastea, Amaltea i Tebe. Orbiten molt a prop de Júpiter: el més interior completa l'òrbita en menys d'un dia jovià. Els dos darrers són, respectivament, el cinquè i setè satèl·lit més gros del sistema jovià. Les observacions suggereixen que almenys el membre més gran, Amaltea, no es formà en la seva òrbita actual, sinó més lluny del planeta, o bé que és un cos capturat del sistema solar.[34] Aquestes llunes, juntament amb un nombre de satèl·lits menors encara no descoberts, alimenten i mantenen el poc visible sistema d'anells de Júpiter. Metis i Adrastea ajuden a mantenir l'anell principal, mentre que Amaltea i Tebe mantenen cadascun els seus propis anells exteriors.[35][36]

Animació de la ressonància 1:2:4 de les llunes Io, Ganímedes i Europa.

- Animació de la ressonància 1:2:4 de les llunes Io, Ganímedes i Europa.Grup principal o satèl·lits galileans: Io, Europa, Ganimedes  i Cal·listo. Es tracta d'alguns dels objectes més grossos del sistema solar en termes de massa, deixant de banda el Sol i els vuit planetes, i són més grans que qualsevol planeta nan conegut. Ganimedes excedeix fins i tot Mercuri en diàmetre. Són, respectivament, el quart, sisè, primer i tercer satèl·lit natural del sistema solar, i contenen aproximadament el 99,997% de la massa total en òrbita al voltant de Júpiter; Júpiter és, al seu torn, 5.000 cops més massiu que les llunes galileanes.[nota 1] Les llunes interiors tenen una ressonància orbital 1:2:4. Els models suggereixen que es formaren a partir d'una lenta acreció a la subnebulosa joviana de baixa densitat, un disc de massa i pols que existí al voltant del planeta després de la seva formació i que durà fins a 10 milions d'anys en el cas de Cal·listo.[37]

### Satèl·lits irregulars
Els satèl·lits irregulars són objectes substancialment menors amb òrbites excèntriques i més distants del planeta. Formen famílies amb similituds compartides pel que fa a l'òrbita (semieix major, inclinació i excentricitat) i a la composició; es creu que es tracta –almenys parcialment– de famílies de col·lisió que es crearen quan els cossos progenitors més grossos (tot i que petits) es fragmentaren per l'impacte d'asteroides capturats pel camp gravitatori de Júpiter. Normalment aquestes famílies duen el nom dels seus membres més grossos. Es llisten a continuació:
- Satèl·lits de moviment prògrad:

- Temisto és la lluna irregular més interior i no és part de cap família coneguda.

-  El grup d'Himalia té una dispersió d'aproximadament 1,4 Gm en semieixos majors, 1,6° en inclinació (27,5 ± 0,8°), i excentricitats entre 0,11 i 0,25. S'ha suggerit que aquest grup podria ser un romanent del trencament d'un asteroide del cinturó d'asteroides.

- Carpo és un altre satèl·lit prògrad que no forma part de cap família coneguda. Té la inclinació més alta de tots els satèl·lits prògrads.

- S/2016 J 2, l'existència del qual fou informada el 2018, és la lluna prògrada més exterior i no forma part de cap família coneguda.

- Satèl·lits de moviment retrògrad:

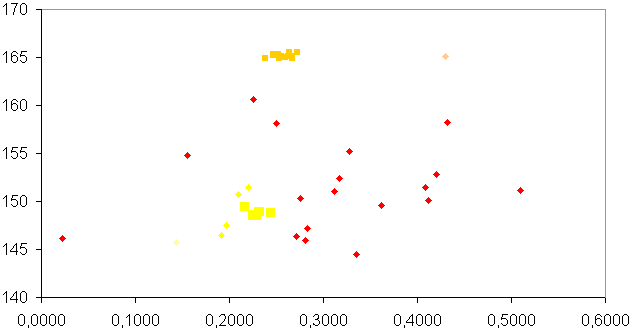
Satèl·lits retrògrads: inclinacions (°) vs. excentricitats, amb els grups de Carme (taronja) i Anance (groc) identificats. N'hi ha dades a partir de 2009.

-  El grup de Carme s'estén sobre 1,2 Gm en semieix major, 1.6° en inclinació (165,7 ± 0,8°) i excentricitats entre 0,23 i 0,27. És molt homogeni pel que fa al color (vermell pàl·lid) i es creu que originà d'un progenitor asteroide de tipus D, possiblement un asteroide troià.

-  El grup d'Anance té una dispersió relativament més ampla que els grups anteriors, més de 2,4 Gm en semieix major, 8,1° en inclinació (entre 145,7° i 154,8°) i excentricitats entre 0,02 i 0,28. La majoria dels membres apareixen grisos i es creu que s'haurien format a partir del trencament d'un asteroide capturat.

-  El grup de Pasífae està bastant dispers, amb una extensió de més de 1,3 Gm en semieix major, inclinacions entre 144,5° i 158,3° i excentricitats entre 0,25 i 0,43. Els colors varien significativament, del vermell al gris, cosa que podria ser resultat de múltiples col·lisions. Sinope, de vegades inclòs en aquest grup, és vermell i –a causa de la diferència en la incliniació– podria haver estat captura independentment; Pasífae i Sínope estan també atrapats en ressonàncies seculars amb Júpiter.

## Llista
| Llegenda               | Llegenda                         | Llegenda                |
| ---------------------- | -------------------------------- | ----------------------- |
| ♠ Satèl·lits galileans | † Satèl·lits irregulars prògrads | ‡ Satèl·lits retrògrads |

En aquesta taula, els satèl·lits de Júpiter estan ordenats per període orbital. Aquells prou massius perquè les seves superfícies hagin col·lapsat en un esferoide es ressalten en negreta; aquestes són les quatre llunes galileanes, que són comparables en mida a la Lluna. Les altres llunes són més petites: el satèl·lit galileà més petit és més de 7.000 vegades més massiu que la més massiva de les altres llunes. Els satèl·lits irregulars capturats tenen el fons en gris clar si són prògrades i gris fosc si són retrògrades. Totes les òrbites es basen en l'òrbita estimada al dia julià 2.457.000, o 3 de setembre de 2017. Com que s'han perdut diversos satèl·lits de Júpiter, aquests elements orbitals poden ser tan sols aproximacions. A 2018, cinc satèl·lits es consideren perduts: S/2003 J 2, S/2003 J 4, S/2003 J 10, S/2003 J 12 i S/2011 J 1.
| Ordre | Etiqueta   | Nom          | Imatge | Magn. abs. | Diàmetre (km)               | Massa (×1016 kg) | Semieix major (km)                 | Període orbital (d) | Inclinació (°)        | Excentricitat          | Any de descobr. | Descobridor                     | Grup                       |
| ----- | ---------- | ------------ | ------ | ---------- | --------------------------- | ---------------- | ---------------------------------- | ------------------- | --------------------- | ---------------------- | --------------- | ------------------------------- | -------------------------- |
| 1     | XVI        | Metis        |        | 10,5       | 60 × 40 × 34                | ≈ 3.6            | 128.852                            | +7h 10m 16s         | 2,226                 | 0,0077                 | 1979            | Synnott (Voyager 1)             | Interiors                  |
| 2     | XV         | Adrastea     |        | 12,0       | 20 × 16 × 14                | ≈ 0.2            | 181.911                            | +7h 15m 21s         | 2,217                 | 0,0063                 | 1979            | Jewitt (Voyager 2)              | Interiors                  |
| 3     | V          | Amaltea      |        | 7,1        | 250 × 146 × 128 (167±4,0)   | 208              | 181.366                            | +12h 01m 46s        | 2,565                 | 0,0075                 | 1892            | Barnard                         | Interiors                  |
| 4     | XIV        | Tebe         |        | 9,0        | 116 × 98 × 84               | ≈ 43             | 222.452                            | +16h 16m 02s        | 2,909                 | 0,0180                 | 1979            | Synnott (Voyager 1)             | Interiors                  |
| 5     | I          | Io♠          |        | −1,7       | 3.660,0 × 3.637,4 × 3.630,6 | 8.931.900        | 421.700                            | +1,7691             | 0,050                 | 0,0041                 | 1610            | Galilei                         | Galileans                  |
| 6     | II         | Europa♠      |        | −1,4       | 3.121,6                     | 4.800.000        | 671.034                            | +3,5512             | 0,471                 | 0,0094                 | 1610            | Galilei                         | Galileans                  |
| 7     | III        | Ganimedes♠   |        | −2,1       | 5.262,4                     | 14.819.000       | 1.070.412                          | +7,1546             | 0,204                 | 0,0011                 | 1610            | Galilei                         | Galileans                  |
| 8     | IV         | Cal·listo♠   |        | −1,2       | 4.820,6                     | 10.759.000       | 1.882.709                          | +16,689             | 0,205                 | 0,0074                 | 1610            | Galilei                         | Galileans                  |
| 9     | XVIII      | Temisto†     |        | 13,5       | 8                           | 0,069            | 7.393.216                          | +129,87             | 45,762                | 0,2115                 | 1975/2000       | Kowal & Roemer/ Sheppard et al. | Temisto                    |
| 10    | XIII       | Leda†        |        | 12,8       | 16                          | 0,6              | 11.187.781                         | +240,82             | 27,562                | 0,1673                 | 1974            | Kowal                           | Himalia                    |
| 11    | VI         | Himalia†     |        | 8,3        | 170                         | 670              | 11.451.971                         | +250,23             | 30,486                | 0,1513                 | 1904            | Perrine                         | Himalia                    |
| 12    | LXXI       | Ersa†        |        | 15,9       | 2                           | 0,0015           | 11.453.004                         | +250,40             | 30.606                | 0,0944                 | 2018            | Sheppard et al.                 | Himalia                    |
| 13    | LXV        | Pandia†      |        | 16,2       | 2                           | 0,0015           | 11.494.801                         | +251,77             | 28.155                | 0,1800                 | 2017            | Sheppard et al.                 | Himalia                    |
| 14    | X          | Lisitea†     |        | 11,3       | 36                          | 6,3              | 11.740.560                         | +259,89             | 27,006                | 0,1322                 | 1938            | Nicholson                       | Himalia                    |
| 15    | VII        | Elara†       |        | 9,9        | 86                          | 87               | 11.778.034                         | +257,62             | 29,691                | 0,1948                 | 1905            | Perrine                         | Himalia                    |
| 16    | LIII       | Dia†         |        | 16,3       | 4                           | 0,0090           | 12.570.424                         | +287,93             | 27,584                | 0,2058                 | 2001            | Sheppard et al.                 | Himalia                    |
| 17    | XLVI       | Carpo†       |        | 16,2       | 3                           | 0,0045           | 17.144.873                         | +458,62             | 56,001                | 0,2735                 | 2003            | Sheppard et al.                 | Carpo                      |
| 18    | — (perdut) | S/2003 J 12‡ |        | 17,0       | 1                           | 0,00015          | 17.739.539 (28.717.431±1.136.944)  | −482,69 (−944,29)   | 142,680 (152,5±1,3)   | 0,4449 (0,115±0,011)   | 2003            | Sheppard et al.                 | Anance (no confirmat)      |
| 19    | LXII       | Valetudo†    |        | 16,9       | 1                           |                  | 18.928.095                         | +532,00             | 34.014                | 0,2219                 | 2016            | Sheppard et al.                 | Valetudo                   |
| 20    | XXXIV      | Eupòria‡     |        | 16,4       | 2                           | 0,0015           | 19.088.434                         | −538,78             | 144,694               | 0,0960                 | 2002            | Sheppard et al.                 | Anance                     |
| 21    | LX         | Eufema‡      |        | 16,9       | 2                           | 0,0015           | 19.621.780                         | −561,52             | 146,363               | 0,2507                 | 2003            | Sheppard et al.                 | Anance                     |
| 22    | LV         | S/2003 J 18‡ |        | 16,5       | 2                           | 0,0015           | 20.219.648                         | −587,38             | 146,376               | 0,1048                 | 2003            | Gladman et al.                  | Anance                     |
| 23    | LII        | S/2010 J 2‡  |        | 17,5       | 1                           |                  | 20.307.150                         | −588,36             | 150,4                 | 0,307                  | 2010            | Veillet                         | Anance                     |
| 24    | XLII       | Telxínoe‡    |        | 16,4       | 2                           | 0,0015           | 20.453.753                         | −597,61             | 151,292               | 0,2684                 | 2003            | Sheppard et al.                 | Anance                     |
| 25    | XXXIII     | Euante‡      |        | 16,5       | 3                           | 0,0045           | 20.464.854                         | −598,09             | 143,409               | 0,2000                 | 2002            | Sheppard et al.                 | Anance                     |
| 26    | XLV        | Hèlice‡      |        | 16,1       | 4                           | 0,0090           | 20.540.266                         | −601,40             | 154,586               | 0,1374                 | 2003            | Sheppard et al.                 | Anance                     |
| 27    | XXXV       | Ortòsia‡     |        | 16,7       | 2                           | 0,0015           | 20.567.971                         | −602,62             | 142,366               | 0,2433                 | 2002            | Sheppard et al.                 | Anance                     |
| 28    | LXVIII     | S/2017 J 7‡  |        | 16,6       | 2                           | 0,0015           | 20.571.458                         | −602,77             | 143,438               | 0,2147                 | 2017            | Sheppard et al.                 | Anance                     |
| 29    | LIV        | S/2016 J 1‡  |        | 17,0       | 3                           | 0,0015           | 20.595.483                         | −603,83             | 139,839               | 0,1377                 | 2016            | Sheppard et al.                 | Anance                     |
| 30    | LXIV       | S/2017 J 3‡  |        | 16,5       | 2                           | 0,0015           | 20.639.315                         | −605,76             | 147,915               | 0,1477                 | 2017            | Sheppard et al.                 | Anance                     |
| 31    | XXIV       | Iocasta‡     |        | 15,5       | 5                           | 0,019            | 20.722.566                         | −609,43             | 147,248               | 0,2874                 | 2001            | Sheppard et al.                 | Anance                     |
| 32    | — (perdut) | S/2003 J 16‡ |        | 16,4       | 2                           | 0,0015           | 20.743.779                         | −610,36             | 150,769               | 0,3184                 | 2003            | Gladman et al.                  | Anance                     |
| 33    | XXVII      | Praxídice‡   |        | 14,9       | 7                           | 0,043            | 20.823.948                         | −613,90             | 144,205               | 0,1840                 | 2001            | Sheppard et al.                 | Anance                     |
| 34    | XXII       | Harpàlice‡   |        | 15,9       | 4                           | 0,012            | 21.063.814                         | −624,54             | 147,223               | 0,2440                 | 2001            | Sheppard et al.                 | Anance                     |
| 35    | XL         | Mnemea‡      |        | 16,4       | 2                           | 0,0015           | 21.129.786                         | −627,48             | 149,732               | 0,3169                 | 2003            | Gladman et al.                  | Anance                     |
| 36    | XXX        | Hermipe‡     |        | 15,6       | 4                           | 0,0090           | 21.182.086                         | −629,81             | 151,242               | 0,2290                 | 2002            | Sheppard et al.                 | Anance                     |
| 37    | XXIX       | Tíone‡       |        | 15,9       | 4                           | 0,0090           | 21.405.570                         | −639,80             | 147,276               | 0,2525                 | 2002            | Sheppard et al.                 | Anance                     |
| 38    | LXX        | S/2017 J 9‡  |        | 16,1       | 2                           | 0,0015           | 21.429.955                         | −640,90             | 152,661               | 0,2288                 | 2017            | Sheppard et al.                 | Anance                     |
| 39    | XII        | Anance‡      |        | 12,0       | 28                          | 3,0              | 21.454.952                         | −640,38             | 151,564               | 0,3445                 | 1951            | Nicholson                       | Anance                     |
| 40    | L          | Herse‡       |        | 16,6       | 2                           | 0,0015           | 22.134.306                         | −672,75             | 162,490               | 0,2379                 | 2003            | Gladman et al.                  | Carme                      |
| 41    | XXXI       | Etna‡        |        | 16,0       | 3                           | 0,0045           | 22.285.161                         | −679,64             | 165,562               | 0,3927                 | 2002            | Sheppard et al.                 | Carme                      |
| 42    | LXVII      | S/2017 J 6‡  |        | 16,4       | 2                           | 0,0015           | 22.394.682                         | −684,66             | 155,185               | 0,5569                 | 2017            | Sheppard et al.                 | Pasífae (membre fronterer) |
| 43    | LXXII      | S/2011 J 1‡  |        | 16,7       | 1                           |                  | 20.155.290 (24.294.975±113.395)    | −582,22 (−773,69)   | 162,8 (164,324±0,030) | 0,2963 (0,1361±0,0011) | 2011            | Sheppard et al.                 | Carme                      |
| 44    | XXXVII     | Cale‡        |        | 16,4       | 2                           | 0,0015           | 22.409.207                         | −685,32             | 165,378               | 0,2011                 | 2002            | Sheppard et al.                 | Carme                      |
| 45    | XX         | Taígete‡     |        | 15,6       | 5                           | 0,016            | 22.438.648                         | −686,67             | 164,890               | 0,3678                 | 2001            | Sheppard et al.                 | Carme                      |
| 46    | LXI        | S/2003 J 19‡ |        | 16,8       | 2                           | 0,0015           | 22.696.750                         | −698,55             | 166,657               | 0,2572                 | 2003            | Gladman et al.                  | Carme                      |
| 47    | XXI        | Caldona‡     |        | 16,0       | 4                           | 0,0075           | 22.713.444                         | −699,33             | 167,070               | 0,2916                 | 2001            | Sheppard et al.                 | Carme                      |
| 48    | LVIII      | Filofròsine‡ |        | 16,7       | 2                           | 0,0015           | 22.720.999                         | −699,68             | 141,812               | 0,0932                 | 2003            | Sheppard et al.                 | Pasífae                    |
| 49    | — (perdut) | S/2003 J 10‡ |        | 16,8       | 2                           | 0,0015           | 22.730.813 (22.462.575±670.198)    | −700,13 (−687,83)   | 163,813 (162,38±0,90  | 0,3438 (0,095±0,014)   | 2003            | Sheppard et al.                 | Carme                      |
| 50    | — (perdut) | S/2003 J 23‡ |        | 16,8       | 2                           | 0,0015           | 22.739.654                         | −700,54             | 148,849               | 0,3930                 | 2004            | Sheppard et al.                 | Pasífae                    |
| 51    | XXV        | Erínome‡     |        | 16,1       | 3                           | 0,0045           | 22.986.266                         | −711,96             | 163,737               | 0,2552                 | 2001            | Sheppard et al.                 | Carme                      |
| 52    | XLI        | Aedea‡       |        | 15,6       | 4                           | 0,0090           | 23.044.175                         | −714,66             | 160,482               | 0,4311                 | 2003            | Sheppard et al.                 | Pasífae                    |
| 53    | XLIV       | Cal·lícore‡  |        | 16,3       | 2                           | 0,0015           | 23.111.823                         | −717,81             | 164,605               | 0,2041                 | 2003            | Sheppard et al.                 | Carme                      |
| 54    | LXVI       | S/2017 J 5‡  |        | 16,5       | 2                           | 0,0015           | 23.169.389                         | −720,49             | 164,331               | 0,2842                 | 2017            | Sheppard et al.                 | Carme                      |
| 55    | LXIX       | S/2017 J 8‡  |        | 17,0       | 1                           | 0,0015           | 23.174.446                         | −720,73             | 164,782               | 0,3118                 | 2017            | Sheppard et al.                 | Carme                      |
| 56    | XXIII      | Càlice‡      |        | 15,5       | 5                           | 0,019            | 23.180.773                         | −721,02             | 165,505               | 0,2139                 | 2001            | Sheppard et al.                 | Carme                      |
| 57    | XI         | Carme‡       |        | 11,0       | 46                          | 13               | 23.197.992                         | −763,95             | 165,047               | 0,2342                 | 1938            | Nicholson                       | Carme                      |
| 58    | XVII       | Calírroe‡    |        | 14,1       | 9                           | 0,087            | 23.214.986                         | −727,11             | 139,849               | 0,2582                 | 2000            | Spahr, Scotti                   | Pasífae                    |
| 59    | XXXII      | Eurídome‡    |        | 16,3       | 3                           | 0,0045           | 23.230.858                         | −723,36             | 149,324               | 0,3769                 | 2002            | Sheppard et al.                 | Pasífae                    |
| 60    | LXIII      | S/2017 J 2‡  |        | 16,9       | 2                           | 0,0015           | 23.240.957                         | −723,83             | 166,398               | 0,2360                 | 2017            | Sheppard et al.                 | Carme                      |
| 61    | XXXVIII    | Pasítea‡     |        | 16,8       | 2                           | 0,0015           | 23.307.318                         | −726,93             | 165,759               | 0,3288                 | 2002            | Sheppard et al.                 | Carme                      |
| 62    | LI         | S/2010 J 1‡  |        | 16,5       | 2                           |                  | 23.314.335                         | −722,83             | 163,2                 | 0,320                  | 2010            | Jacobson et al.                 | Carme                      |
| 63    | XLIX       | Cora‡        |        | 16,6       | 2                           | 0,0015           | 23.345.093                         | −776,02             | 137,371               | 0,1951                 | 2003            | Sheppard et al.                 | Pasífae                    |
| 64    | XLVIII     | Cilene‡      |        | 16,3       | 2                           | 0,0015           | 23.396.269                         | −731,10             | 140,148               | 0,4115                 | 2003            | Sheppard et al.                 | Pasífae                    |
| 65    | LVI        | S/2011 J 2‡  |        | 16,9       | 1                           |                  | 23.400.981                         | −731,32             | 148,77                | 0,3321                 | 2011            | Sheppard et al.                 | Pasífae                    |
| 66    | XLVII      | Eucèlade‡    |        | 16,0       | 4                           | 0,0090           | 23.483.694                         | −735,20             | 163,996               | 0,2828                 | 2003            | Sheppard et al.                 | Carme                      |
| 67    | LIX        | S/2017 J 1‡  |        | 16,8       | 2                           | 0,0015           | 23.483.978                         | −734,15             | 149.197               | 0,3969                 | 2017            | Sheppard et al.                 | Pasífae                    |
| 68    | — (perdut) | S/2003 J 4‡  |        | 16,7       | 2                           | 0,0015           | 23.570.790 (22.766.748±1.780.215)  | −739,29 (−701,85)   | 147,175 (143,2±1,3)   | 0,3003 (0,1111±0,0077) | 2003            | Sheppard et al.                 | Pasífae                    |
| 69    | VIII       | Pasífae‡     |        | 10,4       | 60                          | 30               | 23.609.042                         | −739,80             | 141,803               | 0,3743                 | 1908            | Melotte                         | Pasífae                    |
| 70    | XXXIX      | Hegèmone‡    |        | 16,0       | 3                           | 0,0045           | 23.702.511                         | −745,50             | 152,506               | 0,4077                 | 2003            | Sheppard et al.                 | Pasífae                    |
| 71    | XLIII      | Ars‡         |        | 16,3       | 3                           | 0,0045           | 23.717.051                         | −746,19             | 164,587               | 0,1492                 | 2002            | Sheppard et al.                 | Carme                      |
| 72    | XXVI       | Isònoe‡      |        | 16,0       | 4                           | 0,0075           | 23.800.647                         | −750,13             | 165,127               | 0,1775                 | 2001            | Sheppard et al.                 | Carme                      |
| 73    | — (perdut) | S/2003 J 9‡  |        | 17,0       | 1                           | 0,00015          | 23.857.808                         | −752,84             | 164,980               | 0,2761                 | 2003            | Sheppard et al.                 | Carme                      |
| 74    | LVII       | Irene‡       |        | 15,9       | 4                           | 0,0090           | 23.973.926                         | −758,34             | 165,549               | 0,3070                 | 2003            | Sheppard et al.                 | Carme                      |
| 75    | IX         | Sinope‡      |        | 11,4       | 38                          | 7,5              | 24.057.865                         | −739,33             | 153,778               | 0,2750                 | 1914            | Nicholson                       | Pasífae                    |
| 76    | XXXVI      | Sponde‡      |        | 16,7       | 2                           | 0,0015           | 24.252.627                         | −771,60             | 154,372               | 0,4431                 | 2002            | Sheppard et al.                 | Pasífae                    |
| 77    | XXVIII     | Autònoe‡     |        | 15,6       | 4                           | 0,0090           | 24.264.445                         | −772,17             | 151,058               | 0,3690                 | 2002            | Sheppard et al.                 | Pasífae                    |
| 78    | XIX        | Megaclite‡   |        | 15,0       | 5                           | 0,021            | 24.687.239                         | −792,44             | 150,398               | 0,3077                 | 2001            | Sheppard et al.                 | Pasífae                    |
| 79    | — (perdut) | S/2003 J 2‡  |        | 16,6       | 2                           | 0,0015           | 28.570.410 (27.734.694±10.756.087) | -981,55 (−943,69)   | 153,521 (151,3±2,5)   | 0,4074 (0,1197±0,0024) | 2003            | Sheppard et al.                 | Pasífae (no confirmat)     |

## Exploració

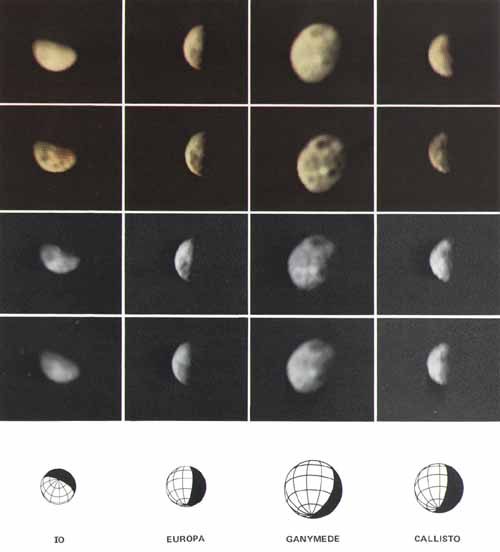
Imatges de les llunes galileanes preses el 1973 i el 1974 per les sondes Pioneer 10 i 11

Les primeres sondes espacials que visitaren Júpiter foren la Pioneer 10 el 1973 i la Pioneer 11 un any després; prengueren imatge de baixa resolució de les quatre llunes galileanes. Les sondes Voyager 1 i Voyager 2 visitaren el planeta el 1979 i descobriren activitat volcànica a Io i la presència de gel aquàtic a la superfície d'Europa. La sonda Cassini, de viatge cap a Saturn, volà prop de Júpiter el 2000 i recopilà dades sobre les interaccions de les llunes galileanes amb l'atmosfera joviana. La sonda New Horizons volà també prop del planeta el 2007 i feu millores sobre els paràmetres orbitals dels satèl·lits jovians.
La sonda Galileo fou la primera en entrar el òrbita al voltant de Júpiter: hi arribà el 1995 i l'estudià fins al 2003. Durant aquest període, la Galileo recopilà una gran quantitat d'informació sobre el sistema jovià, feu aproximacions a totes les llunes galileanes i trobà evidències de fines atmosferes en tres d'elles, així com la possibilitat de l'existència d'aigua líquida sobta les superfícies d'Europa, Ganimedes i Cal·listo. També descobrí un camp magnètic al voltant de Ganimedes.
El 2016, la sonda Juno prengué imatges dels satèl·lits galileans des de sobre del seu pla orbital mentre s'acostava a la inserció a l'òrbita de Júpiter, creant una pel·lícula time-lapse del seu moviment.